# مريم عثمان
مريم عثمان (بالإنجليزية: Mariam Usman) هي رباعة نيجيرية، ولدت في 9 نوفمبر 1990 في نيجيريا.

## وصلات خارجية
- مريم عثمان على موقع الاتحاد الدولي (الإنجليزية)
- مريم عثمان على موقع IAT Database Weightlifting (الألمانية)
- مريم عثمان على موقع IAT Database Weightlifting (الألمانية)
- مريم عثمان على موقع اللجنة الأولمبية الدولية (الإنجليزية)
- مريم عثمان على موقع أوليمبيديا (الإنجليزية)
- مريم عثمان على موقع اتحاد ألعاب الكومنولث (مؤرشف) (الإنجليزية)
- مريم عثمان على موقع اتحاد ألعاب الكومنولث (مؤرشف) (الإنجليزية)